# Рейнхардт, Алтея
Алтея Ребекка Рейнхардт (дат. Althea Rebecca Reinhardt; род. 1 сентября 1996, Орхус) — датская гандболистка, играющая на позиции вратаря.

## Карьера
Алтея Рейнхардт играла с 2007 года в датском клубе Nykøbing Falster Håndboldklub, где изначально активно выступала в молодёжной команде. С сезона 2013/14 она выступала за женскую команду Nykøbing Falster Håndboldklub. В сезоне 2015/16 у вратаря был подписан контракт с датским клубом второго дивизиона Роскилле Хондболд. Затем она присоединилась к Odense Håndbold. Вместе с этой командой она стала чемпионкой Дании в 2021 году и обладательницей Кубка Дании в 2020 году.
Рейнхардт изначально выступала за молодёжную сборную Дании. Она выиграла бронзовую медаль на чемпионате Европы для игроков до 17 лет в 2013 году, бронзовую медаль на чемпионате мира для игроков до 18 лет в 2014 году, золотую медаль на чемпионате Европы для игроков до 19 лет в 2015 году и золотую медаль на чемпионате мира среди молодёжи (до 20 лет) в 2016 году. Была отобрана на Матч звёзд чемпионата Европы до 19 лет в 2015 году и чемпионата мира до 20 лет в 2016 году. 7-го октября 2016 года дебютировала за сборную Дании. Рейнхардт вместе с датской сборной принимала участие в чемпионате Европы 2016 года, где выделилась большим количеством парированных семиметровых. Через год она была в составе датской сборной на чемпионате мира 2017 года. Заняла четвёртое место на чемпионате Европы 2020 года. С 35 % парированных бросков Рейнхардт вместе со своей коллегой по команде Сандрой Тофт заняли седьмое место на чемпионате Европы. В следующем году она выиграла бронзовую медаль чемпионата мира. Показатель Райнхардт составил 50 % парированных бросков — лучшее соотношение на чемпионате.

## Фотоснимок
В 2021 году широкое распространение получил фотоснимок авторства норвежского фотографа Беате Омы Дале, сделанный на Чемпионате мира по гандболу. На снимке Алтея Рейнхардт отражает мяч лицом:

Увидеть себя на такой фотографии — это, конечно, нечто особенное. Мяч как будто ест моё лицо. Впрочем, так, наверное, и есть.
— Алтея Рейнхардт
На одной из стен Копенгагена уличный художник воспроизвёл этот снимок.